# Bohemian Rhapsody
 Ovo je glavno značenje pojma Bohemian Rhapsody. Za istoimeni film iz 2018. godine pogledajte Bohemian Rhapsody (2018.).
"Bohemian Rhapsody" pjesma je britanskog rock sastava "Queen" s albuma "A Night at the Opera" iz 1975. godine. Tekst je napisao Freddie Mercury. Singl je izdan 31. listopada 1975. Na "B" strani nalazi se Taylorova "I'm in Love with My Car". U prvobitnoj verziji pjesma je trajala 7 minuta.
Za pjesmu je snimljen promotivni film, snimanje je trajalo 4 sata i montaža je trajala jedan dan. Ukupni trošak je bio 4 500 funti. Emitiran je 20. studenog 1975. godine i to je prvi moderni glazbeni spot kakvog danas poznajemo. Singl je prodan u više od 1.250.000 primjeraka samo u UK. Pjesma obara sve rekorde slušanosti diljem svijeta. Objavljena je na kompilaciji Greatest Hits iz 1981.
  Nakon smrti Freddieja Mercuryja 1991. godine singl je ponovno objavljen 9. prosinca iste godine kao dvostruka "A" strana maksi singla "These Are the Days of Our Lives", i tada ponovo dospijeva na vrhove top ljestvica.
 Godine 2004. BBC radio je proglašava najemitiranijom pjesmom svih vremena.
Pjesma se nalazi u Guinnesovoj knjizi rekorda kao najbolja pjesma svih vremena.
Po mnogim anketama proglašena najboljom pjesmom svih vremena.

## Top ljestvica singlova (1975. ili 1992.)
| Zemlja      | Pozicija |
| ----------- | -------- |
| UK          | 1        |
| Irska       | 1        |
| Novi Zeland | 1        |
| Nizozemska  | 1        |
| SAD         | 2        |
| Švicarska   | 4        |
| Norveška    | 4        |
| Australija  | 5        |
| Njemačka    | 7        |
| Austrija    | 8        |
| Francuska   | 15       |
| Švedska     | 18       |

## Vanjske poveznice
- Tekst pjesme Bohemian Rhapsody
- Glazbeni spot na Youtube-u